# Common Interface

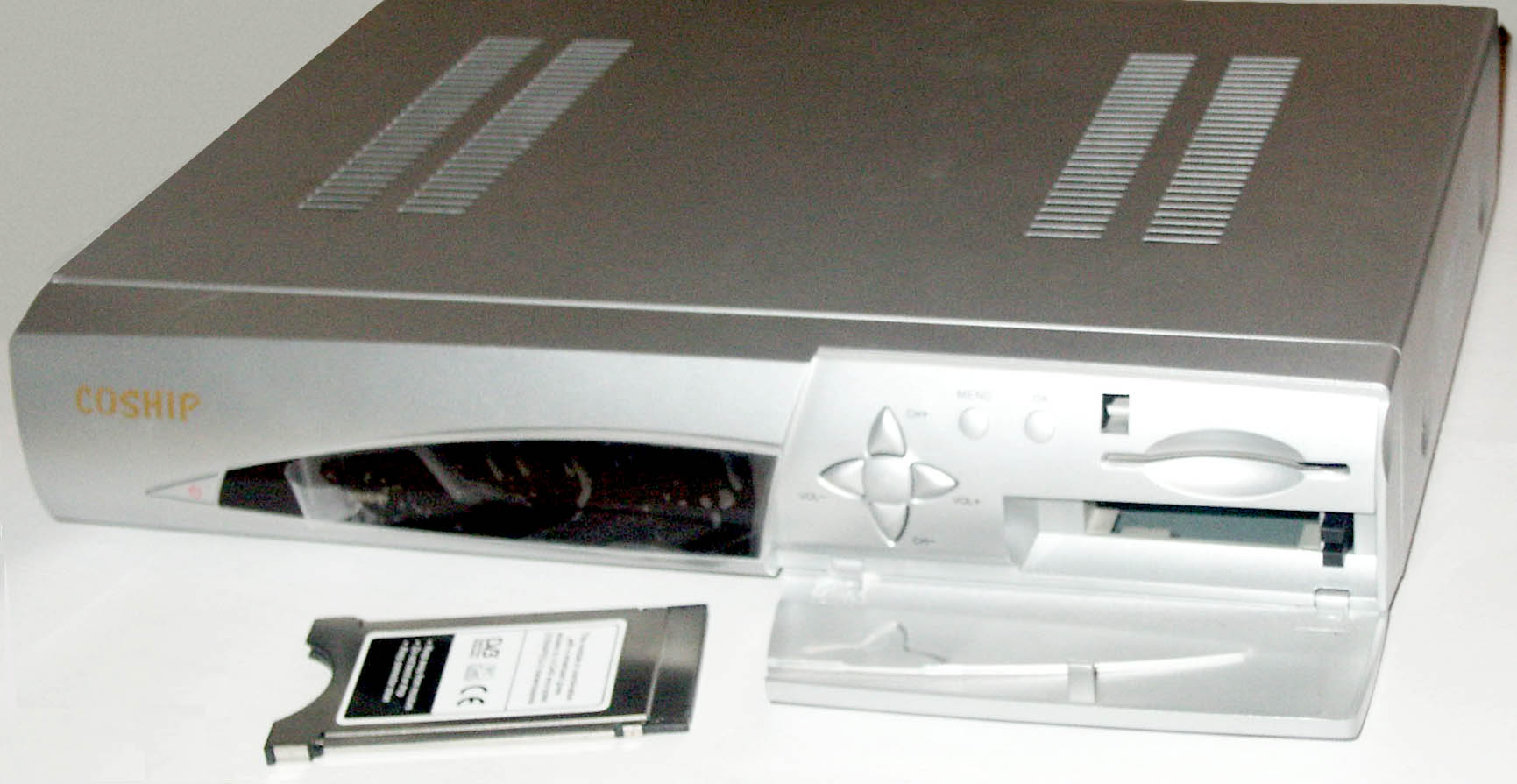
Set-top box e CAM Common Interface da inserire nell'apposito vano accessibile aprendo uno sportellino

La Common Interface, sigla CI o DVB-CI dall'inglese "Digital Video Broadcasting - Common Interface" (traduzione letterale: "diffusione di video digitale - interfaccia comune"), è un'interfaccia elettronica digitale standardizzata dal DVB Project. L'interfaccia è destinata ad apparecchi televisivi (televisori, set-top box, videoregistratori, schede TV per computer, ecc.) e ha come finalità quella di offrire all'utente dell'apparecchio televisivo la possibilità di espandere le sue funzionalità.
Dal 2008 è disponibile un'evoluzione del Common Interface: il Common Interface Plus.

## Descrizione
Le funzionalità aggiuntive rese disponibili mediante il Common Interface sono implementate con elettronica aggiuntiva risiedente in un modulo che deve essere connesso elettricamente all'apparecchio televisivo. La connessione elettrica tra il modulo e l'apparecchio televisivo avviene attraverso operazioni di tipo esclusivamente meccanico e senza che vi sia la necessità di smontare l'apparecchio televisivo. Tale connessione è quindi facilmente eseguibile dall'utente e non richiede un tecnico specializzato. Le uniche precauzioni da tenere presente quando si connette il modulo all'apparecchio televisivo, normalmente sono reperibili nella confezione di vendita del modulo e riguardano il verso di inserimento del modulo. 
La connessione elettrica tra il modulo e l'apparecchio televisivo è realizzata mediante un apposito slot. Nell'apparecchio televisivo è presente un vano, di misure standard e accessibile dall'esterno, destinato ad accogliere il modulo completamente o solo in parte . In fondo a tale vano è presente lo slot che permette di collegare elettricamente il modulo e l'apparecchio televisivo. Per rendere operativo il modulo è sufficiente spingerlo all'interno del vano fino a quando non è inserito completamente nello slot. 
Nella maggior parte dei casi nell'apparecchio televisivo è presente un solo vano in grado di accogliere un solo modulo. Alcuni apparecchi televisivi invece presentano uno o più vani in grado di accogliere più moduli. Tali apparecchi televisivi offrono quindi maggiori possibilità di espansione delle funzionalità. 
Da un punto di vista elettrico e meccanico lo standard Common Interface è del tutto uguale allo standard PC Card (ex PCMCIA). La modifica/sostituzione del firmware del modulo descritto sopra, spesso infatti può essere effettuata tramite un computer dotato di interfaccia PC Card.

## Utilizzo
Nonostante il Common Interface sia stato sviluppato per aggiungere le funzionalità più varie ad un apparecchio televisivo, normalmente è utilizzato per implementare nell'apparrecchio televisivo la gestione di uno o più sistemi di accesso condizionato. Per quanto riguarda esclusivamente tale implementazione, il modulo descritto nel paragrafo "Descrizione" è comunemente chiamato "CAM". La CAM non è necessariamente un modulo che si collega all'apparecchio televisivo mediante un'interfaccia Common Interface. La CAM può infatti anche essere un modulo già presente all'interno dell'apparecchio televisivo quando lo si acquista e ad esso collegato mediante un'interfaccia non Common Interface. Normalmente per sostituire tale CAM è necessario smontare l'apparecchio televisivo, operazione quindi destinata ad essere svolta in un centro di assistenza da tecnici specializzati. L'avvento del Common Interface ha quindi reso la sostituzione della CAM un'operazione  facilmente eseguibile dall'utente dell'apparecchio televisivo. Una CAM che si collega elettricamente all'apparecchio televisivo mediante l'interfaccia Common Interface è chiamata, più specificatamente, "CAM Common Interface" (o più brevemente "CAM CI").

## Common Interface Plus
Il Common Interface Plus (abbreviazioni comunemente utilizzate: "CI Plus" o "CI+") è un'evoluzione del Common Interface ed è uno standard perfettamente retrocompatibile con quest'ultimo. In uso per la protezione dei contenuti televisivi in alta definizione si rende indispensabile per la visione della pay tv HD.